# Ситковецький Дмитро Юліанович
Дмитро́ Юліа́нович Ситкове́цький (рос. Дмитрий Юлианович Ситковецкий, англ. Dmitry Sitkovetsky, нар. 27 вересня 1954, Баку) — радянсько-американський скрипаль і диригент. Син скрипаля Юліана Ситковецького і піаністки Белли Давидович, двоюрідний брат рок-музиканта Олександра Ситковецького.

## Біографія
Ще школярем став у 1966 році став переможцем першого юнацького конкурсу «Концертіно Прага». Потім навчався в Московській консерваторії. У 1977 році, незадовго до закінчення, виїхав до США і залишився там (з 1983 року — громадянин США). Закінчив Джульярдську школу в Нью-Йорку у Івана Галамяна.
1979 року виграв конкурс скрипалів імені Крейслера у Відні, після чого багато концертував у Європі, жив у Німеччині та Великій Британії, очолював музичні фестивалі у Фінляндії та Швеції, потім у Сіетлі.
З середини 1990-х років Ситковецький також виступає як диригент, в 1996–2001 роках роках був головним диригентом національного оркестру Північної Ірландії. Їм заснований сесійний оркестр «Нові європейські струнні». Крім того, Ситковецькому належить ряд транскрипцій для струнного оркестру і струнних ансамблів — зокрема, перекладення бахівських Гольдберг-варіацій для струнного тріо (скрипка — альт — віолончель).

## Творча діяльність
У репертуарі Ситковецького всі сольні скрипкові сонати і партити Баха, всі скрипкові сонати Брамса, концерти Моцарта, Прокоф'єва, Шостаковича, твори сучасних композиторів. Ряд концертних виступів і аудіозаписів (зокрема, сонати Гріга для скрипки і фортепіано) Ситковецький виконав спільно з матір'ю Беллою Давидович.